# Jens Bjørneboe
Jens Bjørneboe, född 9 oktober 1920 i Kristiansand, död 9 maj 1976 i Veierland, var en norsk författare. 
Han debuterade 1951 med sviten Dikt. Sedan följde diktsamlingarna Ariadne (1953) och Aske, vind og jord (1968). I Før hanen galer (1952) angrep Bjørneboe medicinska experiment med människor. I romanen Jonas (1955) stormade han mot ett auktoritärt skolsystem, i Den onde hyrde (1960) kriminalvården. En del uppståndelse vållade Uten en tråd, en roman som utgavs 1966, men som snabbt förbjöds på grund av en friare sexualmoral. Hans främsta verk anses vara trilogin "Bestialitetens Historie". De böcker som ingår i denna trilogi är: Frihetens ögonblick, Kruttårnet och Stillheten. Trilogin har även nämnts i Karl Ove Knausgårds romansvit "Min Kamp" som en av hans litterära favorit. Kruttårnet finns ej på svenska.
Den onde hyrde filmatiserades 1962 som Tonny i regi av Nils R. Müller.